# Kit de biologie moléculaire
Pour les articles homonymes, voir Kit.
 (février 2017).
Si vous disposez d'ouvrages ou d'articles de référence ou si vous connaissez des sites web de qualité traitant du thème abordé ici, merci de compléter l'article en donnant les références utiles à sa vérifiabilité et en les liant à la section « Notes et références ».
 (février 2017).
Les kits de biologie moléculaire sont des solutions commerciales proposées par certains fabricants pour simplifier l'usage d'outils de biologie moléculaire. Ils permettent d'effectuer des manipulations sans avoir à préparer ses propres solutions. Outre leur coût, les kits ont pour inconvénient le fait qu'on ne contrôle pas parfaitement la manipulation, puisque la plupart du temps on ne sait pas exactement la composition des tampons mis à disposition.[réf. souhaitée]

## Composition
Les kits se présentent sous forme de boîtes en carton contenant divers éléments (tubes et colonnes, fioles de solutions, etc.). Ils peuvent contenir une enzyme (ADN polymérase, reverse-transcriptase...) conservée dans un tampon spécifique. Dans ce cas, ils doivent arriver réfrigérés (dans un emballage contenant de la carboglace ou des freeze-packs[Quoi ?]) et être maintenus à basse température pour éviter la dégradation de cette enzyme.
Il peut y avoir des colonnes de fixation de l'ADN ou de l'ARN, muni d'un filtre composé d'hydroxyapatite.
Il existe divers tampons de lyse, de lavage ou d'élution...

## Fabricants
Les fabricants les plus connus sont Qiagen, MOBIO, Promega...

## Applications
Ces kits peuvent avoir diverses applications :
- Extraction d'ADN :
  - MoBio : ADN du sol
  - Promega : Wizard, PureYield, Maxwell
  - Thermo Fisher Scientific : MagMAX
  - Qiagen DNeasy
- Extraction d'ARN :
  - Qiagen RNeasy
  - Promega : Wizard, PureYield, Maxwell
  - Thermo Fisher Scientific : MagMAX
- PCR
- PCR en temps réel
- RT-PCR
- Séquençage
- kit de purification (la « purif » est l'élimination des éléments non-incorporés à l'issue d'une réaction précédente, amorces à la fin d'une PCR, dNTP à la fin d'une réaction de séquençage...)
- kit d'extraction de bande (pour extraire l'ADN contenu dans une bande de gel d'agarose : on excise la bande de gel à l'aide d'une lame de scalpel stérile et on la dissout en utilisant le kit pour récupérer l'ADN)
- kits d'analyse (Diagnostic « in vitro ») :
  - recherche d'anticorps (méthode type ELISA) (BioRad, BioMerieux...), etc.